# Panthea portlandia
Panthea portlandia är en fjärilsart som beskrevs av Augustus Radcliffe Grote 1896. Panthea portlandia ingår i släktet Panthea och familjen Pantheidae. Inga underarter finns listade i Catalogue of Life.